# Otto II (hrabia Geldrii)

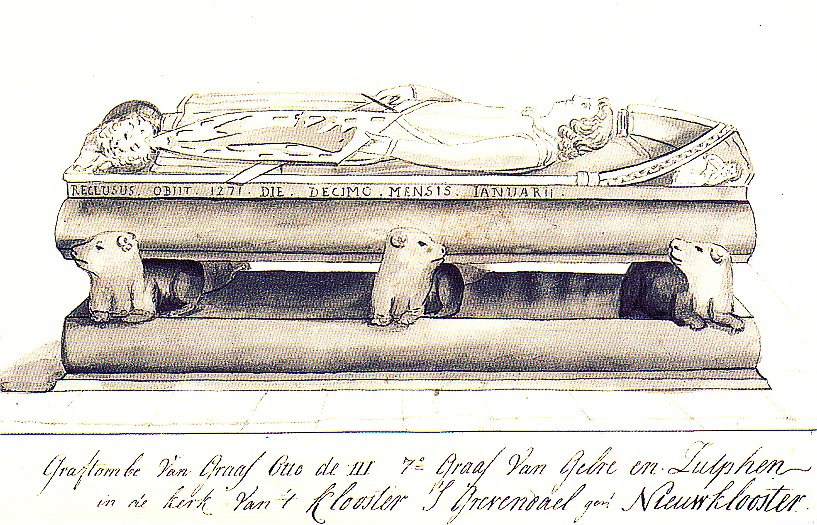
Nagrobek Ottona II w klasztorze Graefenthal

Otto II (ur. ok. 1215, zm. 10 stycznia 1271) – hrabia Geldrii i Zutphen od 1229.

## Życiorys
Otto był starszym synem hrabiego Geldrii Gerarda III i Małgorzaty, córki księcia Brabancji Henryka I. W 1229 r. odziedziczył po ojcu hrabstwa Geldrii i Zutphen. Początkowo rządy opiekuńcze sprawować mieli jego krewni (w tym babka, Ryszarda, wdowa po Ottonie I i ksieni klasztoru w Roermond). w 1233 r. rozciągnął swoją zwierzchność nad Emmerich i Arnhem. Uczestniczył w licznych waśniach ze swymi sąsiadami, zwykle w sojuszu ze swym wujem, księciem Brabancji Henrykiem II. Był stronnikiem cesarza Fryderyka II Hohenstaufa, ale w 1246 r. odwrócił się od niego i złożył hołd Henrykowi Raspe. Po śmierci Henryka w 1247 r. papież Innocenty IV i arcybiskup Kolonii Konrad z Hochstaden właśnie Ottonowi zaproponowali koronę królewską. Odmówił, ale wziął udział w ofercie jej przyjęcia dla swego kuzyna, hrabiego Holandii Wilhelma, który w zamian za poparcie oddał Ottonowi Nijmegen. Pozwoliło to skonsolidować terytorium geldryjskie, a Otto był jednym z najpotężniejszych książąt niderlandzkich. Jego brat Henryk był od 1247 r. biskupem Liège. Po śmierci Wilhelma z Holandii Otton wraz z księciem Brabancji i arcybiskupem Kolonii poparł Ryszarda z Kornwalii. Przez pewien czas sprawował rządy opiekuńcze w hrabstwie Holandii (za małoletniości Florisa V). Pod koniec życia brał udział w walkach pomiędzy arcybiskupem Kolonii Engelberta z Falkenburga z mieszczanami z Kolonii. W 1267 r. pokonał i uwięził arcybiskupa, co zaowocowało ogłoszeniem ekskomuniki Ottona.
Otto bardzo dbał o rozwój Geldrii. Liczne miasta jego hrabstwa otrzymały od niego prawa miejskie – m.in. Emmerich, Geldern, Arnhem. Został pochowany w klasztorze Graefenthal, którego był fundatorem.

## Rodzina
Otto był dwukrotnie żonaty. Pierwszą żoną Ottona była Małgorzata, córka hrabiego Kleve Dytryka IV. Mieli dwie córki:
- Elżbietę, żonę hrabiego Bergu Adolfa V,
- Małgorzatę, żonę Enguerranda z Coucy, wicehrabiego Meaux.

Małgorzata z Kleve zmarła w 1251 r. Drugą żoną Ottona była od 1253 r. Filipa z Dammartin. Para ta miała pięcioro dzieci:
- Renalda I, następcę ojca jako hrabia Geldrii,
- Filipę, żonę Walrama z Heinsbergu i Valkenburga,
- Małgorzatę, żonę hrabiego Kleve Dytryka VI,
- Marię.